# Munchhouse
Munchhouse je občina v departmaju Haut-Rhin francoske regije Alzacija.
Leta 1990 je v občini živelo 1 216 oseb oz. 51 oseb/km².